# Chodków (przystanek kolejowy)
Chodków – przystanek kolejowy w Łążku, w województwie świętokrzyskim, w Polsce.